# Amtsgericht Elbing

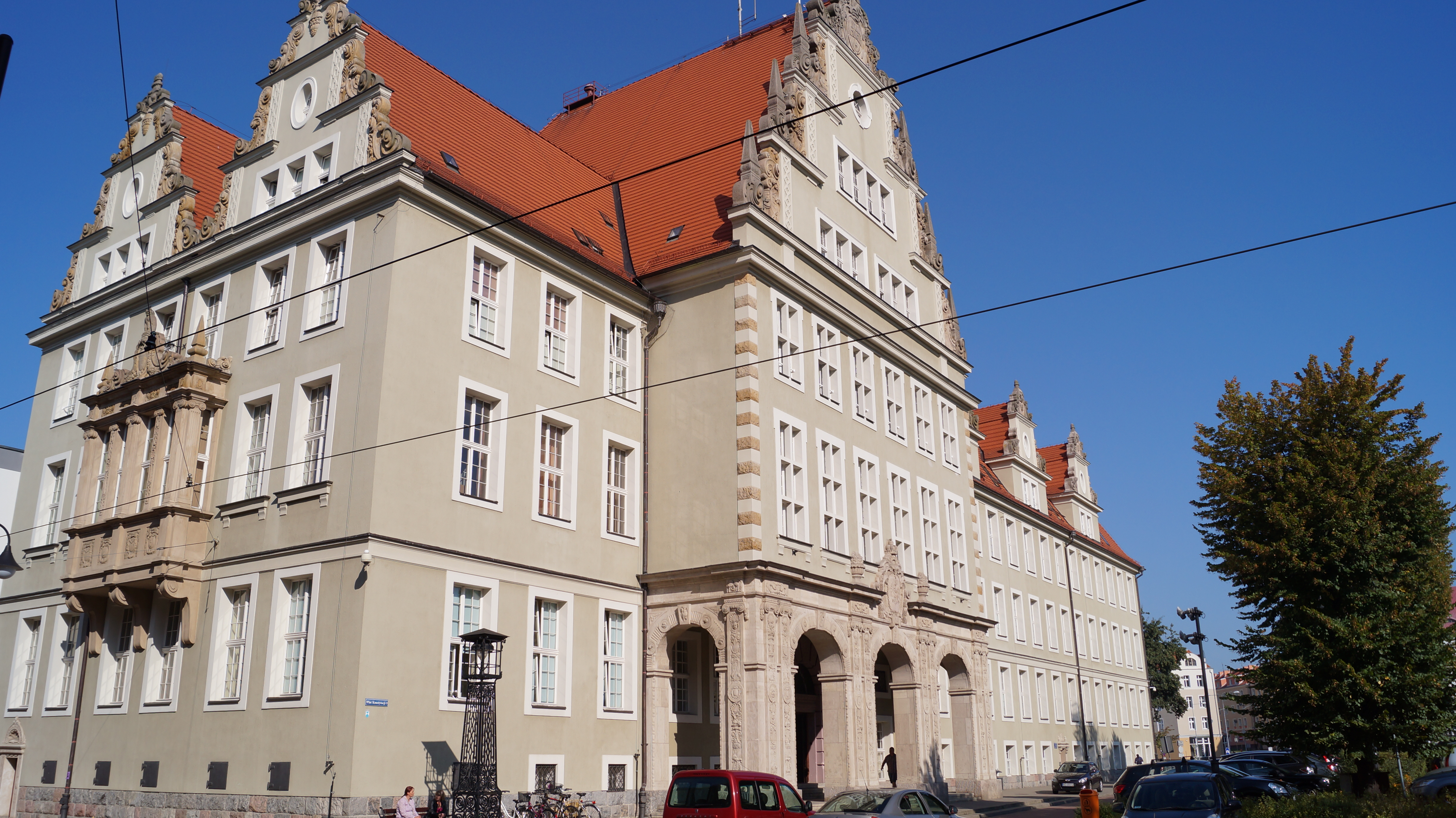
Amts- und Landgerichtsgebäude

Das Amtsgericht Elbing war ein preußisches Amtsgericht mit Sitz in Elbing.

## Geschichte
Das königlich preußische Amtsgericht Elbing wurde mit Wirkung zum 1. Oktober  1879 als eines von acht Amtsgerichten im Bezirk des Landgerichtes Elbing im Bezirk des Oberlandesgerichtes Marienwerder gebildet. Der Sitz des Gerichtes war Elbing. Sein Gerichtsbezirk umfasste die Stadt und den Kreis Elbing ohne die Teile, die dem Amtsgericht Tiegenhof zugeordnet waren. Am Gericht bestanden 1880 fünf Richterstellen. Das Amtsgericht war damit ein großes Amtsgericht im Landgerichtsbezirk. Gerichtstage wurden in Tolkemitt gehalten. Der bisher zum Amtsgericht Danzig gehörende Teil der Frischen Nehrung kam nach dem Ersten Weltkrieg zum Amtsgericht Elbing.
Im Jahre 1945 wurde der Amtsgerichtsbezirk unter polnische Verwaltung gestellt, und die deutschen Einwohner wurden vertrieben. Damit endete auch die Geschichte des Amtsgerichtes Elbing. Unter polnischer Verwaltung entstand das Sąd Rejonowy w Elblągu (1950–1975: Sąd Powiatowy w Elblągu).

## Landgerichtsgebäude
Das Landgerichtsgebäude wurde ursprünglich in den Jahren 1856–1858 für das Kreisgericht erbaut. Das Gebäude wurde später bis zur Bismarckstraße erweitert und als Amts- und Landgerichtsgebäude genutzt.

## Richter
- Georg Hirschberg (Amtsgerichtsrat 1914 bis 1918)